# Auguste Mambour
Auguste Mambour est un peintre et affichiste belge né le 13 mai 1896 à Liège, ville où il est mort le 30 octobre 1968.
Son œuvre des années 1920 et 1930, d'un style très personnel, est marqué par une influence de l'art africain.

## Biographie
Les talents de dessinateur et surtout de portraitiste d'Auguste Mambour apparaissent déjà alors qu'il est étudiant à l'Académie des beaux-arts de Liège, de 1913 à 1919. Après un voyage à Paris et une première exposition, il s'installe comme agent en publicité et en décoration. Membre du groupe Envol en 1920, Mambour fait scandale en 1921. Son orgueil dérange. Ses toiles choquent. Les hommes et les femmes qu'il représente ont des formes sculpturales. En peu de temps, il passe d'une période fauve hachurée à un expressionnisme plein.
Second prix de Rome belge en 1922, contrairement à l'habitude qui veut que l'on se rende en Italie ou en Grèce, Mambour décide d'apprendre l'« art nègre » : il part six mois au Congo afin de retrouver « un primitivisme dont le monde occidental avait perdu jusqu'à la trace » (1923). Pas plus qu'il n'avait peint le paysage wallon, il ne peindra le paysage congolais. Il rend les seuls gestes les plus quotidiens ainsi que des têtes et des bustes. Loin de persévérer dans une veine africaine, Mambour se lance dans une série de nouvelles toiles qui déroutent et scandalisent par leur présentation de corps ou parties de corps jugées érotiques. Entre 1924 et 1926, il entreprend de rompre petit à petit avec sa manière de représenter la réalité ; il en arrive ainsi à adhérer au surréalisme de 1926 à 1929. Mais au moment où René Magritte devient une référence, Mambour lui, isolé, découragé, cesse de peindre — ou du moins de se manifester — pendant plusieurs années à partir de 1929.
Pour assurer sa subsistance, il fonde une nouvelle agence de publicité, active de 1928 à 1935, et réalise des affiches, notamment pour la FN, où il travaille régulièrement de 1929 à 1932. En renouant avec le style des années 1923-1924, Mambour refait surface en 1931, année où il est désigné comme professeur de dessin à l'Académie des beaux-arts de Liège, puis nommé à titre définitif en 1933. Il est également nommé professeur du cours d'art décoratif en 1935, où il enseigne jusqu'en 1944.
À la fin de la Seconde Guerre mondiale, le peintre déjà maudit va être honni. Arrêté fin 1944, il est accusé et condamné à cinq ans de prison avec déchéance de ses droits pour avoir propagé des propos racistes et avoir collaboré avec l'ennemi en acceptant d'exposer en Allemagne. Libéré en 1947, Mambour connaît la misère. En 1963, à l'initiative de Marcel Florkin, l'Association pour le progrès intellectuel et artistique en Wallonie (APIAW) organise une grande exposition rétrospective, la première depuis 1929, qui réhabilite quelque peu l'artiste.

## Œuvres
- Collection de la Communauté française de Belgique :
  - Couple assis (Alphèdre), 1922[1] ;
  - La Ronde, 1926[2] ;
  - Les Masques, 1933[2].
- Liège :
  - musée des Beaux-Arts :
    - La Broyeuse de manioc, 1923 ;
    - Négresse Bambole, 1932 ;
    - Nu de fer, 1933.

  - Athénée Léonie de Waha : fresque monumentale dans la salle des fêtes, 1938.

## Élèves
- Henri Brasseur (1918-1981)
- Georges Collignon (1923-2002)
- Carmen Defize (1917-2005)
- Jo Delahaut (1911-1992)